# كرسول حرجي
كرسول حرجي (الاسم العلمي:Crassula nemorosa) هو نوع نباتي يتبع جنس الكرسول من فصيلة الكرسولية.